# Leucodecton compunctum
Leucodecton compunctum är en lavart som först beskrevs av Erik Acharius, och fick sitt nu gällande namn av A. Massal. 1860. Leucodecton compunctum ingår i släktet Leucodecton och familjen Thelotremataceae.   Inga underarter finns listade i Catalogue of Life.